# District de Xilin
Pour les articles homonymes, voir Xilin.
Le district de Xilin (西林区 ; pinyin : Xīlín Qū) est une subdivision administrative de la province du Heilongjiang en Chine. Il est placé sous la juridiction de la ville-préfecture de Yichun.